# Електрослабка епоха
У фізичній космології електрослабка епоха — це період в еволюції раннього Всесвіту, коли температура Всесвіту спала достатньо для того, щоб сильна взаємодія змогла відокремитися від електрослабкої взаємодії, однак все ще була досить високою, щоб електромагнетизм та слабка взаємодія залишалися сполученими в єдину електрослабку взаємодію (енергія вище 246 ГеВ). Деякі космологи розташовують цю подію на початку інфляційної епохи, приблизно 10−36 секунди після Великого вибуху. Інші розміщують її приблизно на 10−32 секунді після Великого вибуху, коли вивільнилася потенціальна енергія Інфлятонного поля, яка й підживлювала процес інфляції Всесвіту протягом епохи інфляції, заповнюючи його густою, гарячою кварк-глюонною плазмою. Взаємодія частинок на цій стадії була достатньо енергетичною, щоб створити значну кількість екзотичних частинок, серед яких — W- та Z-бозони, а також бозон Хіггса. Разом із розширенням та охолодженням Всесвіту такі взаємодії ставали все менш енергетичними, і коли Всесвіту виповнилося 10−12 секунди, створення W- та Z- бозонів припинилось. Залишкові W- та Z-бозони швидко розпались, а слабка взаємодія в наступну, кваркову епоху, стала короткодистанційною силою.
Фізика електрослабкої епохи не така суперечлива й більш зрозуміла, аніж фізика раніших періодів раннього Всесвіту. Вже продемонстровано існування W- та Z-бозонів, бозона Хіггса, а маси цих частинок відповідають значенням, передбаченим електрослабкою теорією.